# Szélrózsa Országos Evangélikus Ifjúsági Találkozó
A Szélrózsa Evangélikus Ifjúsági Találkozó a magyarországi evangélikus fiatalok 4-5 napos fesztivál jellegű nyári találkozója, amely kétévente kerül megrendezésre. Főszervezője a Magyarországi Evangélikus Egyház Országos Irodája Gyülekezeti és Missziói Osztályának Gyermek- és Ifjúsági Munkaága.

## Története
Az első Szélrózsát 1996-ban, Váralján szervezték, ezen még mintegy 800-an vettek részt, a 2000-es debreceni találkozó óta viszont már 1700-2100 között alakul a jelenlévők száma, 2008-ban Kőszegen pedig már csaknem háromezer résztvevő volt.

## Programok
A találkozó a programlehetőségek széles választékát nyújtja. Az istentiszteletek, áhítatok, előadások, fórumbeszélgetések, több színpadon zajló koncertek mellett számtalan sportverseny, ügyességi vagy szellemi játék, kézműveskedési lehetőség, Lehetőségek piaca (csoportok, szervezetek, mozgalmak bemutatkozása standokon), Szélrózsa-óvoda, színházi előadások és filmklub ad fesztiválhangulatot a Szélrózsának. A találkozó vasárnap közös záróistentisztelettel ér véget.

## Kronológia
Az eddigi és elkövetkező találkozók:
| Dátum               | Helyszín      | Mottó                                         |
| 1996. július 24-27. | Váralja       | Kit kerestek?                                 |
| 1998. július 22-25. | Bodajk        | Nem a meghátrálás emberei vagyunk!            |
| 2000. július 26-29. | Debrecen      | Itt vagyok, engem küldj!                      |
| 2002. július 24-28. | Kismaros      | Hívásod van!                                  |
| 2004. július 21-25. | Tata          | A világ világossága                           |
| 2006. július 19-23. | Szolnok       | Tenyerembe véstelek                           |
| 2008. július 16-20. | Kőszeg        | Hol a határ?                                  |
| 2010. július 14-18. | Szarvas       | Középkezdés Veled!                            |
| 2012. július 18-22. | Fonyód        | Meríts! Örömmel merítek a szabadulás vizéből. |
| 2014. július 23-27. | Soltvadkert   | Szárnyalj!                                    |
| 2016. július 27-31. | Mátra kemping | Áldás leszel!                                 |
| 2018. július 22-26. | Bük           | Mégis!                                        |
| 2022. július 13-17. | Gyula         | Közöttetek van!                               |
| 2024. július 10-14. | Nyíregyháza   | Elég                                          |

2009 februárjában első alkalommal szerveztek Szélrózsa-utótalálkozót Budapesten, több mint négyszáz fiatal részvételével, 2010 februárjában Orosházán pedig először rendeztek Szélrózsa-előtalálkozót, ide több mint háromszázan jöttek el. A második utótalálkozót Budapesten tartották 2011. február 12-én. 2012 februárjában Balatonbogláron tartottak előtalálkozót.

## Külső hivatkozások
A találkozó honlapja